# Американо-эмиратские отношения
Американо-эмиратские отношения — двусторонние дипломатические отношения между США и ОАЭ. 

## История
В 1972 году США установили дипломатические отношения с ОАЭ после провозглашения ими независимости от Великобритании. ОАЭ играет влиятельную роль на Ближнем Востоке и является одним из ключевых партнеров для Соединенных Штатов в этом регионе. Соединенные Штаты и ОАЭ организовали двустороннее сотрудничество по большинству вопросов, в том числе: оборона, нераспространение ядерного оружия, торговля, энергетическая политика и культурный обмен. Обе страны сотрудничают по обеспечению мира и безопасности в регионе, в целях обеспечения экономического роста, а также по росту возможностей для получения образования в регионе и во всем мире. Порт ОАЭ принимает больше кораблей ВМС США, чем любой другой порт стран мира за пределами Соединенных Штатов.

## Торговля
Экономическое процветание ОАЭ в значительной степени обеспечено обширными запасами нефти и газа, по этой причине страна является крупнейшим экспортным рынком Соединенных Штатов в регионе Ближнего Востока и Северной Африки. Более 1000 фирм США представлены в ОАЭ. Многие компании США используют ОАЭ в качестве региональной штаб-квартиры, так как страна удобна для ведения бизнеса на всем Ближнем Востоке, в Северной Африке и некоторых частях Азии. Опираясь на торговое и инвестиционное рамочное соглашение, обе страны вступили в диалог по экономической политике и созданию официального механизма для роста товарооборота между двумя странами.